# Рибейру, Фернанда
Мария Фернанда Мурейра Рибейру (порт. Maria Fernanda Moreira Ribeiro; род. 23 июня 1969, Пенафиел) — португальская легкоатлетка, специализирующаяся на беге на длинные и марафонские дистанции. Олимпийская чемпионка 1996 года, чемпионка мира 1995 года и чемпионка Европы 1994 года на дистанции 10 000 метров, чемпионка Европы в помещениях 1994 и 1996 годов на дистанции 3000 метров, чемпионка мира в шоссейной эстафете 1992 года в составе женской сборной Португалии.

## Спортивная карьера
Фернанда Рибейру начала заниматься лёгкой атлетикой в клубе города Валонгу. Её тренировал футбольный тренер Луиш Мигел. Первого успеха Фернанда достигла в 11 лет, когда в полумарафоне в городе Назаре пришла второй, уступив только Розе Моте. В 1982 году она уже стала национальной чемпионкой среди юниоров в кроссе, а также на дистанциях 1500 и 3000 метров. После этого её пригласили в клуб «Порту», где её начал тренировать Альфреду Барбоса. Подтвердив чемпионское звание на следующий год, она приняла участие в чемпионате Европы среди юниоров, где была знаменосцем португальской сборной и заняла 11 место на дистанции 3000 метров в компании намного более зрелых соперниц. В 1985 году на европейском юниорском первенстве она уже заняла четвёртое место, а через год повторила этот результат на первом чемпионате мира среди юниоров. Наконец, в 1987 году она стала чемпионкой Европы среди девушек на дистанции 3000 метров с результатом 8 минут 56,33 секунды. В этом году она участвовала во взрослом чемпионате мира в Риме и закончила его на одиннадцатом месте в своём квалификационном забеге, не попав в финал.
В 1988 году Рибейру финишировала второй на чемпионате мира среди юниоров на трёхкилометровой дистанции. Она приняла участие в Олимпиаде в Сеуле, но там, как и на чемпионате мира за год до этого, в финал не пробилась.
Первые годы во взрослых соревнованиях не принесли Рибейру лавров. Она занимала места, далёкие от лидеров в своих забегах, и не попадала в финал. Только в 1993 году она наконец пробилась в финал на чемпионате мира на дистанции 10000 метров, закончив его на десятом месте. В 1992 году она в составе национальной сборной из шести человек победила на первом чемпионате мира в шоссейной эстафете, проходившем в Португалии.
1994 год был ознаменован прорывом Рибейру на европейский пьедестал. Сначала она выиграла чемпионат Европы в помещениях на дистанции 3000 метров, более чем на пять секунд опередив соперниц из Румынии и Польши и установив первый в карьере взрослый национальный рекорд. После этого на чемпионате Европы на открытых стадионах в Хельсинки она выиграла «золото» на десяти тысячах метров. Её отрыв от второго места составил больше 24 секунд, и она снова превзошла национальный рекорд. Позже она представляла Европу на этой дистанции в рамках Кубка мира и заняла второе место, проиграв Элане Мейер из ЮАР и улучшив рекорд Португалии второй раз за год.
В 1995 году Рибейру стала лучшей в мире, выиграв мировое первенство в Гётеборге на дистанции 10 000 метров в борьбе с соперницами из Эфиопии и Кении. К «золоту» на десятикилометровой дистанции она добавила «серебро» на дистанции вдвое более короткой, уступив две секунды Соне О’Салливан, установившей в финале рекорд чемпионатов мира. Позже в тот же год она установила мировой рекорд на дистанции 5000 метров — 14:36.45, на короткое время отобрав титул мировой рекордсменки у Ингрид Кристиансен.
В 1996 году Рибейру стала Олимпийской чемпионкой Атланты на своей коронной дистанции 10000 метров. За последний круг она отыграла двадцать метров у «летучей китаянки» Ван Цзюнься и завоевала для Португалии единственную золотую медаль на этой Олимпиаде. Помимо этой победы, Рибейру также победила на чемпионате Европы в помещениях на дистанции 3000 метров и улучшила в 1996 году европейский рекорд на дистанции 2000 метров в помещениях.
В следующее четырёхлетие на всех крупнейших соревнованиях Рибейру оставалась в числе основных претенденток на медали на стайерских дистанциях. В 1997 году на чемпионате мира в Афинах она завоевала две медали на дистанциях 10 000 и 5000 метров, но в обоих случаях оказалась на ступеньку ниже, чем за два года до этого — на втором месте на «десятке» и на третьем на «пятёрке». На чемпионате мира в залах того же года она стала третьей на трёхкилометровой дистанции. В 1998 году она дважды поднималась на вторую ступень пьедестала на чемпионатах Европы: сначала на дистанции 3000 метров в закрытых помещениях (в Валенсии, за Габриэлой Сабо), а затем на «десятке» на открытых стадионах (в Будапеште, за О’Салливан). На чемпионате Европы по кроссу она осталась за чертой призёров, заняв четвёртое место.
Практически все основные соревнования в 1999 году, включая чемпионат мира и Лондонский марафон, Рибейру пропустила из-за травм и усталости. Она смогла вернуться в лучшую форму благодаря своему тренеру Жуану Кампусу. На Олимпиаде в Сиднее она участвовала в соревнованиях на дистанции 10 000 метров и, несмотря на грипп, завоевала бронзовую медаль с новым национальным рекордом (30 минут 22,88 секунды), проиграв двум соперницам из Эфиопии.
После Олимпийских игр 2000 года Фернанда Рибейру сократила своё участие в международных соревнованиях и продолжала выступать главным образом в шоссейном беге. В 2004 году она дошла до финала на своей пятой Олимпиаде, но не смогла бороться всю дистанцию с более молодыми соперницами. На первых Лузофонских играх в Макао она была знаменосцем португальской команды и завоевала серебряную медаль в полумарафоне. Даже в сорок лет она продолжала показывать хорошие результаты: в Лиссабонском марафоне 2010 года она была третьей, а в Кубке Европы того же года на дистанции 10 000 метров — седьмой, победив со сборной Португалии в командном зачёте. В 2008 году она ещё стала чемпионкой Португалии на дистанции 10 000 метров, а на следующий год выиграла национальное первенство в марафоне.

### Личные рекорды
| Дисциплина                | Рекорд   | Дата             | Место       |
| Стадион                   | Стадион  | Стадион          | Стадион     |
| ------------------------- | -------- | ---------------- | ----------- |
| 800 метров                | 2:05.83  | 29 июня 1994     | Майа        |
| 800 метров (в помещении)  | 2:05.71  | 1 февраля 1998   | Эшпинью     |
| 1000 метров               | 2:44.8   |                  |             |
| 1500 метров               | 4:05.97  | 12 июля 1997     | Фуншал      |
| 1500 метров (в помещении) | 4:12.67  | 31 января 1998   | Эшпинью     |
| 1 миля                    | 4:32.66  | 22 мая 1999      | Лиссабон    |
| 2000 метров               | 5:37.88  | 21 июня 1996     | Лиссабон    |
| 3000 метров               | 8:30.66  | 4 августа 1999   | Монако      |
| 3000 метров (в помещении) | 8:39.49  | 9 марта 1996     | Стокгольм   |
| 5000 метров               | 14:36.45 | 22 июля 1995     | Эхтел-Эксел |
| 5000 метров (в помещении) | 15:06:52 | 7 февраля 1995   | Москва      |
| 10 000 метров             | 30:22.88 | 30 сентября 2000 | Сидней      |
| Шоссе                     |          |                  |             |
| 8 километров              | 25:37    | 14 апреля 2001   | Балморал    |
| 5 миль                    | 25:45    | 14 апреля 2001   | Балморал    |
| 10 километров             | 31:56    | 9 апреля 2006    | Дублин      |
| 20 километров             | 1:08:58  | 23 апреля 2006   | Гамбург     |
| Полумарафон               | 1:09:19  | 5 октября 1998   | Овар        |
| 30 километров             | 1:43:21  | 23 апреля 2006   | Гамбург     |
| Марафон                   | 2:29:48  | 23 апреля 2006   | Гамбург     |